# Combloux
Combloux est une commune française située dans le département de la Haute-Savoie, en région Auvergne-Rhône-Alpes. Village touristique de montagne, appartenant à la province historique du Faucigny et à l'actuelle communauté de communes Pays du Mont-Blanc, elle compte 2 094 habitants en 2022.
Traditionnellement tourné vers la céréaliculture, le village s'oriente vers l'activité touristique estivale dès les années 1920. Déjà au XIXe siècle Victor Hugo désignait le village comme « la perle des Alpes dans son écrin de glaciers ». Au cours des années 1930, les sports d'hiver se développent donnant naissance à la station de ski et relié au grand domaine Évasion Mont-Blanc. Aujourd'hui, on tend à utiliser l'expression promotionnelle « Combloux 360° mont-blanc France » pour désigner cette station du pays du Mont-Blanc, en raison d'un panorama sur les massifs environnants (massif du Mont-Blanc, massif des Aravis, chaîne des Fiz, massif des Aiguilles Rouges, etc.). Elle a obtenu le label « station classée de tourisme ».

## Géographie

### Localisation
Le village est situé à :
- 8 km de Sallanches ;
- 32 km de Chamonix-Mont-Blanc ;
- 37 km d'Albertville ;
- 38 km de Bonneville ;
- 62 km de Genève (Suisse) ;
- 84 km d'Annecy ;
- 185 km de Lyon (Rhône) ;
- 557 km de Paris.

Adossé à la chaîne des Aravis, il est à 5 min de Megève, 10 min de Saint-Gervais et 15 min de Sallanches en voiture.
Véritable « Perle du Mont-Blanc », le village propose un domaine skiable « Les Portes du Mont-Blanc », convivial et naturel relié au massif du Jaillet sur Megève, et à la Giettaz en Savoie.
Combloux appuie son développement sur un équilibre entre les sports d'hiver et les activités estivales. L'ouverture le 8 juillet 2002 d'un plan d'eau respectueux de l'environnement en est un bon exemple.

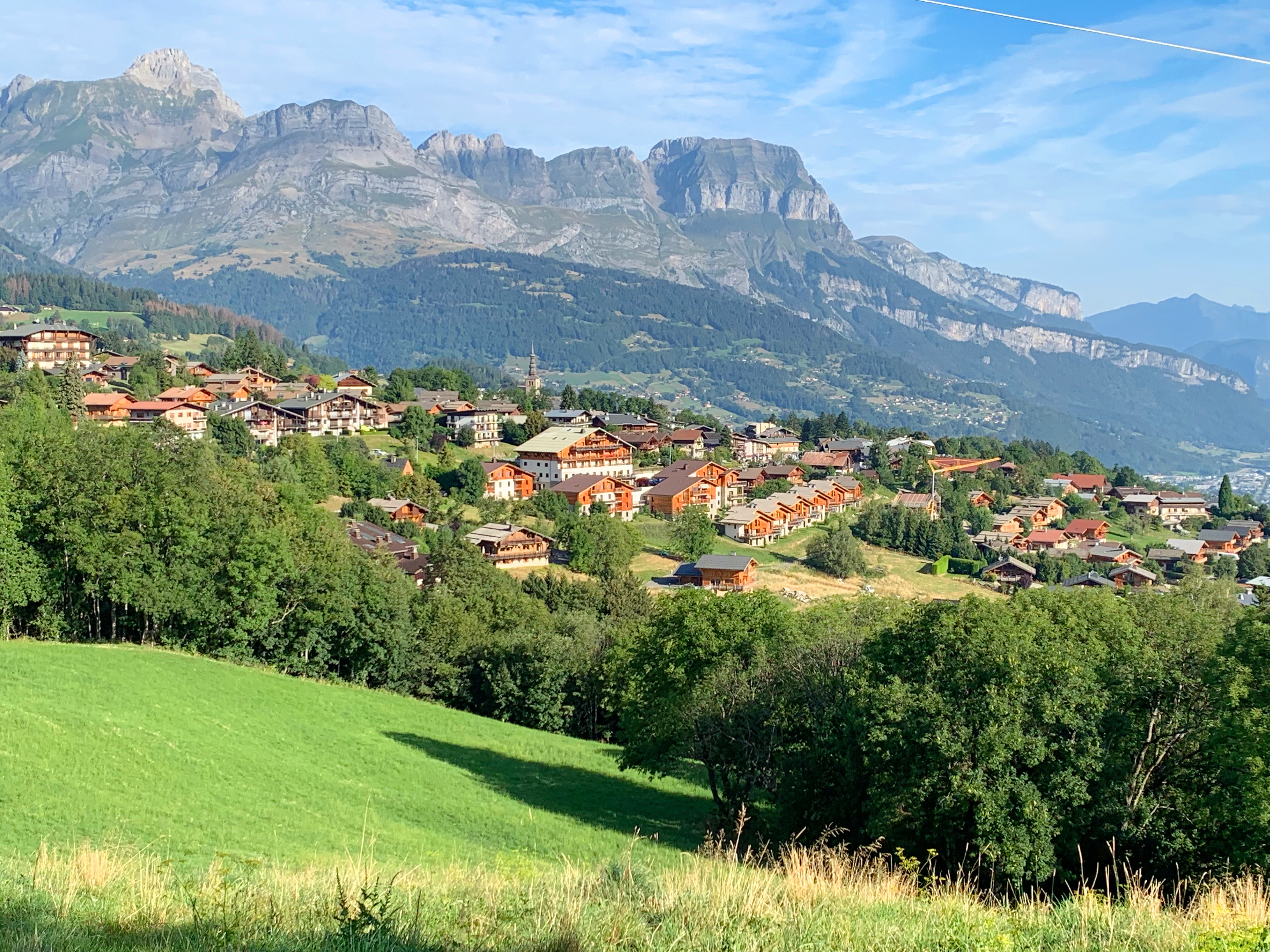
Combloux vue depuis la route de Saint-Gervais (D909).

### Communes limitrophes
| Direction Bonneville Bonneville 27,1 km, Cordon 3,8 km | Sallanches 4,3 km Domancy 2,2 km | Direction Mont Blanc Passy 4,8 km |
|                                                        | Combloux                         | Saint-Gervais-les-Bains 5,5 km    |
| Megève 4,6 km Demi-Quartier 2,3 km                     | Direction Savoie                 |                                   |

### Climat
La situation de Combloux la place dans un milieu continental montagnard caractérisé par une humidité marquée. Les hivers sont plus froids et neigeux, et la saison estivale douce avec parfois des épisodes orageux. Les intersaisons (avril et octobre) sont aussi en moyenne plus humides!
La station météorologique de Météo-France installée sur la commune et mise en service en 1982 permet de connaître en continu l'évolution des indicateurs météorologiques. Le tableau détaillé pour la période 1981-2010 est présenté ci-après.
| Mois                                  | jan.             | fév.           | mars           | avril           | mai           | juin          | jui.            | août           | sep.          | oct.          | nov.             | déc.           | année      |
| ------------------------------------- | ---------------- | -------------- | -------------- | --------------- | ------------- | ------------- | --------------- | -------------- | ------------- | ------------- | ---------------- | -------------- | ---------- |
| Température minimale moyenne (°C)     | −3               | −2,9           | −0,4           | 2,3             | 6,7           | 9,8           | 12,3            | 12,2           | 8,8           | 5,6           | 0,5              | −2             | 4,2        |
| Température moyenne (°C)              | 0,2              | 0,5            | 3,3            | 6,3             | 10,8          | 14            | 16,7            | 16,3           | 12,6          | 9,1           | 3,6              | 0,9            | 7,9        |
| Température maximale moyenne (°C)     | 3,3              | 3,8            | 6,9            | 10,2            | 14,9          | 18,3          | 21              | 20,4           | 16,3          | 12,6          | 6,6              | 3,9            | 11,6       |
| Record de froid (°C) date du record   | −21,2 12.01.1987 | −19,6 05.02.12 | −14,6 13.03.06 | −8,1 13.04.1986 | −3,6 06.05.19 | −0,3 01.06.06 | 3,3 13.07.1993  | 2,6 29.08.1986 | −0,9 26.09.02 | −7 30.10.1997 | −12,3 23.11.1988 | −15,2 20.12.09 | −21,2 1987 |
| Record de chaleur (°C) date du record | 19,3 01.01.22    | 17,8 24.02.21  | 20,8 17.03.04  | 22,8 27.04.12   | 27,2 25.05.09 | 32 26.06.19   | 33,5 31.07.1983 | 32,2 13.08.03  | 28 17.09.1987 | 25,7 07.10.09 | 20,8 02.11.20    | 18 16.12.1989  | 33,5 1983  |
| Précipitations (mm)                   | 143,6            | 125,1          | 120            | 110,3           | 125,6         | 129,5         | 115,9           | 120,5          | 109,1         | 119,4         | 122,2            | 155,7          | 1 496,9    |

### Réseau Hydrographique
La commune de Combloux est traversée par trois cours d’eau :
- le Nant d’Arvillon ;
- le torrent d’Arbon ;
- le torrent de Vervex.

Le Nant d'Arvillon prend naissance au Nord-Est du sommet des Salles, sur le territoire de la commune de Combloux, dans les parties supérieures du domaine skiable. Il a trois affluents :
- le ruisseau du Pont du Foron ;
- le ruisseau du Pertuis ;
- le ruisseau des Granges.

Le torrent d'Arbon prend naissance sur la commune de Demi-Quartier, vers 1 570 m d'altitude, sur le versant Est du Sommet des Salles. « Il recueille les eaux précipitées sur le versant ouest du Mont d'Arbois. Le principal affluent du torrent d’Arbon est le torrent de l’Epine, qui s’écoule intégralement sur le territoire de Combloux. » Le torrent d’Arbon a pour longueur 9 km. Il traverse les communes de Demi-Quartier, Combloux, Domancy et Passy. Il traverse la D1212 sur le territoire de la commune, entre Combloux et Megève, au lieu-dit « Pont d'Arbon ».
Le régime hydrologique de ce torrent est en partie influencé par les aménagements humains. Plus de la moitié des zones urbanisées de Combloux rejettent indirectement les eaux pluviales et de ruissellement dans le Nant d’Arbon.

### Voies de communication et transports

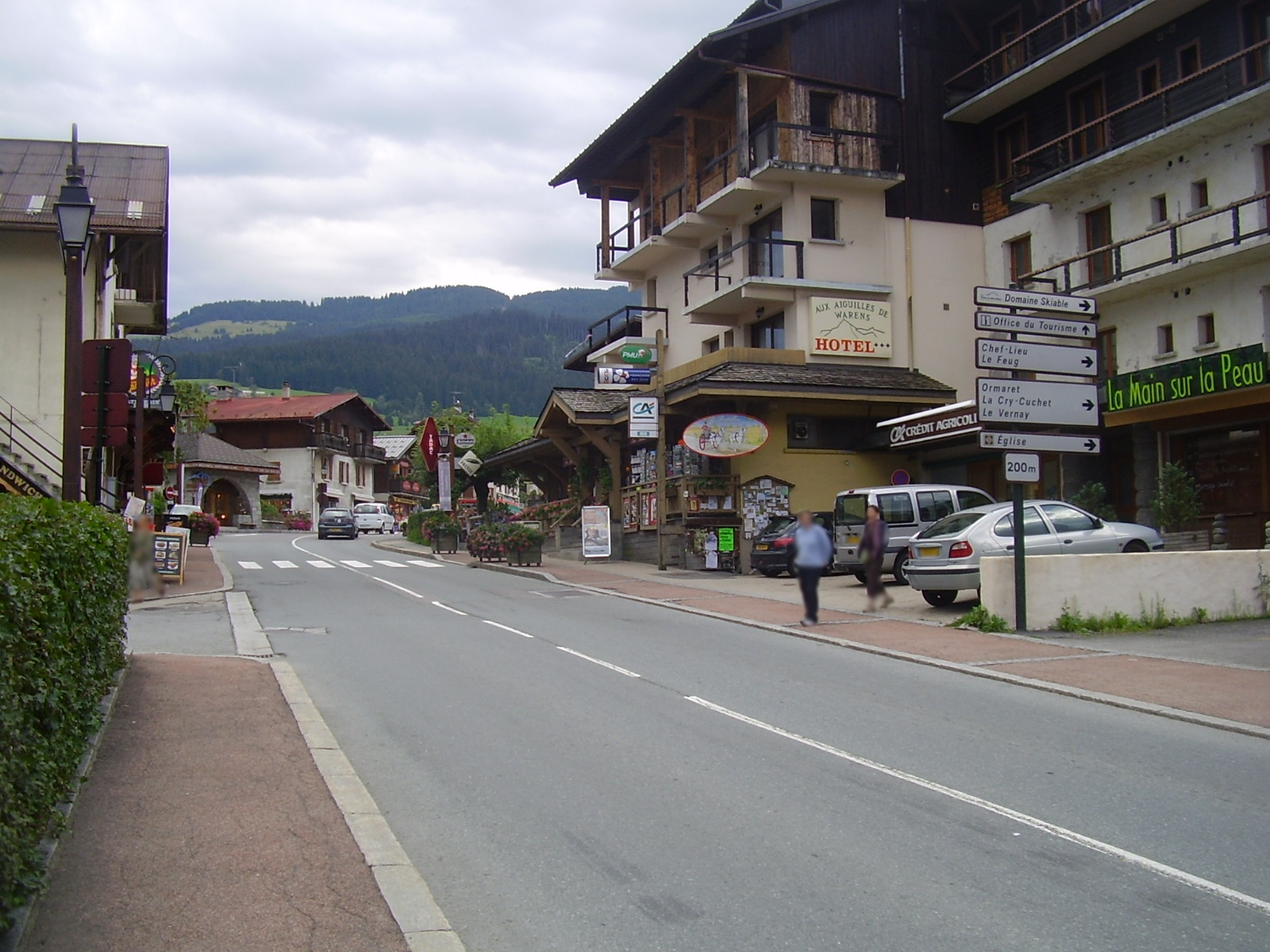
La RD 1212 traverse le bourg de Combloux du nord au sud.

Le village est traversé par la route départementale 1212 (ex-RN 212) reliant Sallanches à Albertville mais elle comporte trois carrefours giratoires, une zone 30 et un ralentisseur. La D 311 relie le centre-ville à La Cry et à Cuchet (avec trois ralentisseurs dont deux sont situés dans une intersection et une zone 30). Le temps de transport depuis la préfecture d'Annecy, mais également depuis les villes de Genève (Suisse) ou Aoste (Italie), est de 1 h. Depuis la ville de Lyon, il faut deux heures, et depuis Paris environ 5 h 30 min.
La commune est reliée au reste du département par des lignes de transport en commun interurbain, notamment la « ligne 83 Megève – Combloux – Sallanches » des Cars Région Haute-Savoie ou encore la « ligne Megève - Albertville » (Faure STA). Par ailleurs, des navettes gratuites inter et intra stations circulent également.
La gare de Sallanches - Combloux - Megève permet d'être relié au réseau ferroviaire national, accessible éventuellement par l'un des compagnies de taxi de la commune. On peut également prendre l'une des compagnies aériennes de l'aéroport d'Annecy Haute-Savoie Mont-Blanc (45 min) situé sur la commune de Meythet. Pour les vols internationaux, on peut emprunter soit l'aéroport français de Lyon-Saint-Exupéry (2 h), soit celui plus proche de Genève Cointrin en Suisse (1 h). L'altiport de Megève se trouve également à 7 km.

## Urbanisme

### Typologie
Au 1er janvier 2024, Combloux est catégorisée commune rurale à habitat dispersé, selon la nouvelle grille communale de densité à sept niveaux définie par l'Insee en 2022.
Elle appartient à l'unité urbaine de Sallanches, une agglomération inter-départementale regroupant douze  communes, dont elle est une commune de la banlieue,,. Par ailleurs la commune fait partie de l'aire d'attraction de Saint-Gervais-les-Bains, dont elle est une commune de la couronne,. Cette aire, qui regroupe 7 communes, est catégorisée dans les aires de moins de 50 000 habitants,.

### Occupation des sols
L'occupation des sols de la commune, telle qu'elle ressort de la base de données européenne d’occupation biophysique des sols Corine Land Cover (CLC), est marquée par l'importance des forêts et milieux semi-naturels (49,9 % en 2018), une proportion sensiblement équivalente à celle de 1990 (50,1 %). La répartition détaillée en 2018 est la suivante :
forêts (39,6 %), zones agricoles hétérogènes (20,9 %), prairies (14,9 %), zones urbanisées (14,3 %), milieux à végétation arbustive et/ou herbacée (10,3 %).
L'IGN met par ailleurs à disposition un outil en ligne permettant de comparer l’évolution dans le temps de l’occupation des sols de la commune (ou de territoires à des échelles différentes). Plusieurs époques sont accessibles sous forme de cartes ou photos aériennes : la carte de Cassini (XVIIIe siècle), la carte d'état-major (1820-1866) et la période actuelle (1950 à aujourd'hui).

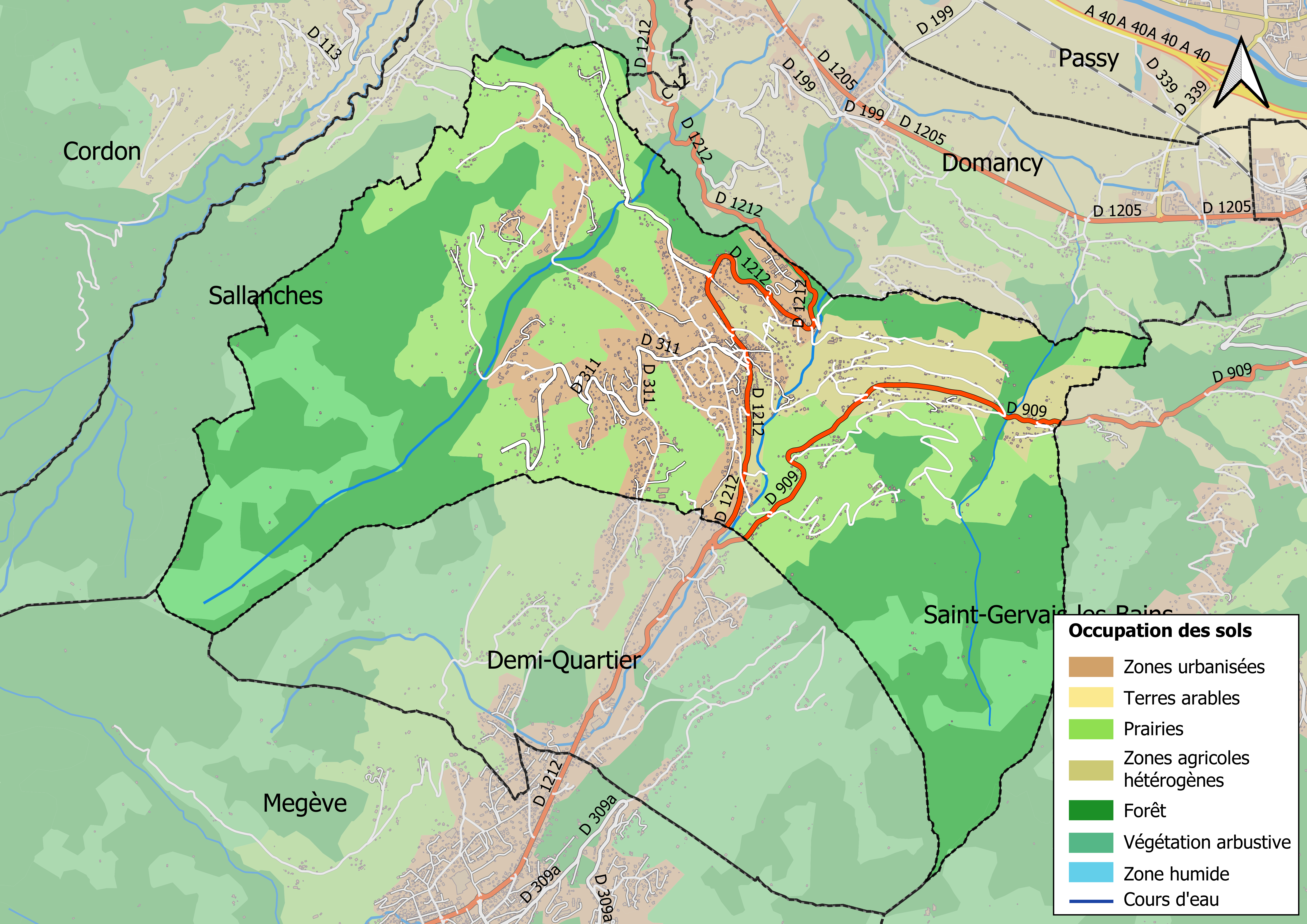
Carte des infrastructures et de l'occupation des sols en 2018 (CLC) de la commune.
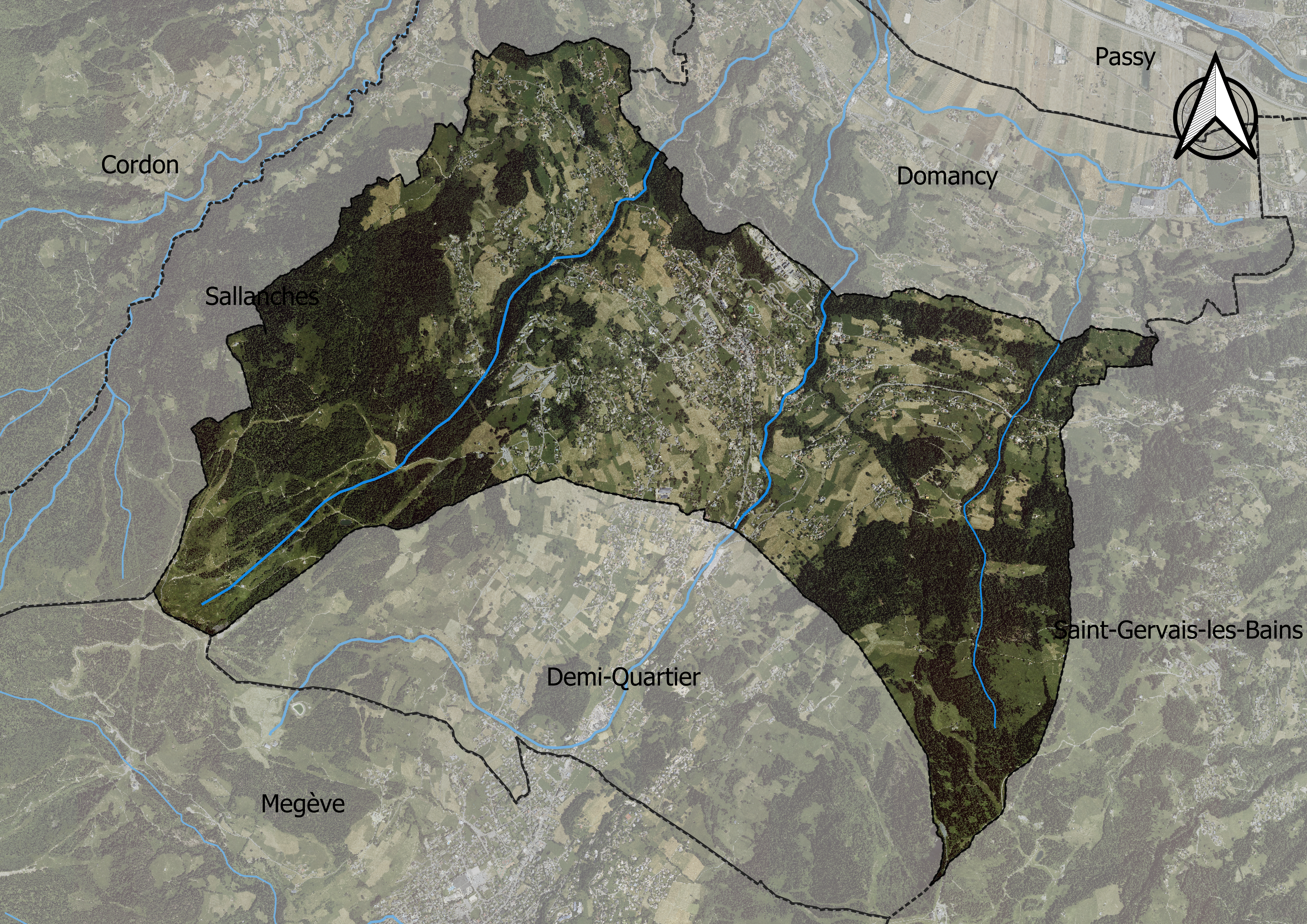
Carte orthophotogrammétrique de la commune.

## Toponymie
Combloux serait un toponyme dérivé de l'ancien français comble désignant un « faîte, sommet, partie supérieure ». Il est issu du mot latin cumulus (« amas, surplus ») qui en dérivant donne la forme cumulosus, de culmen, culminis désignant un « point culminant, sommet ». Toutefois, il semble que l'origine puisse se trouver dans une autre version. En effet, la commune est mentionnée dans une charte de 1284 du prieuré de Chamonix et réalisée par le curé de la paroisse, un certain Jacques, curé de « Comblo »,. Sur le parchemin, le curé utilise un sceau où l'on aperçoit aujourd'hui les restes de pattes avant d'un loup. L'animal était l'emblème de ce curé dont il jouait avec l'étymologie « combe du loup »,.
L'église est attestée sous la forme Comblou vers 1344.
Le nom de Combloux apparaît pour la première fois sur un parchemin, en 1284, sur lequel se trouve un sceau orné de la tête de loup. Parmi les étymologies possibles (comba loci, comblovium) c’est celle de « cumba lupis » qui est généralement retenue : la combe aux loups.
En francoprovençal, le nom de la commune s'écrit Konbleu, selon la graphie de Conflans.

## Histoire

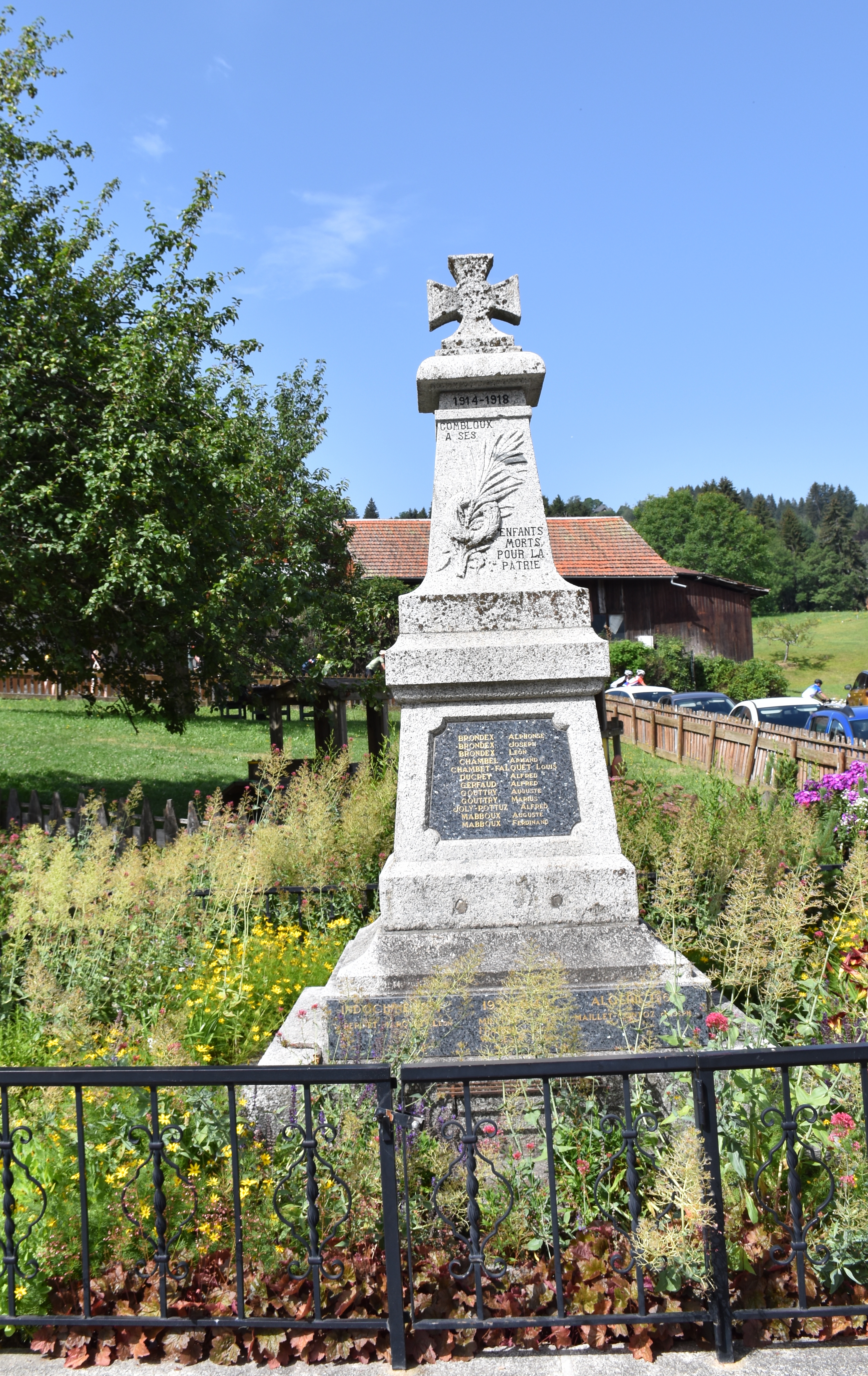
Le monument aux morts.

### Histoire administrative
Évolution de l’administration ancienne (depuis 1789)
- Département : en 1793, Mont Blanc puis en 1798, Léman (Haute-Savoie).
- District : en 1793, de Cluses puis en 1798, de Bonneville.
- Arrondissement : en 1801 puis jusqu’en 1816 et actuellement depuis 1860 : de Bonneville.
- Canton : en 1793 puis en 1801 et depuis 1860, de Sallanches (1816 : mandement Megève et 1818 mandement Sallanches).
- Nom : an II : Combloux, 1801 (Bulletin des lois) : Les Combloux puis Combloux.

### Période contemporaine
La population de Combloux a beaucoup augmenté avec l'arrivée de graniteurs, en particulier d'Italie, vers la fin du XIXe siècle et le début du XXe siècle.
Lors des débats sur l'avenir du duché de Savoie, en 1860, la population est sensible à l'idée d'une union de la partie nord du duché à la Suisse. Une pétition circule dans cette partie du pays (Chablais, Faucigny, Nord du Genevois) et réunit plus de 13 600 signatures, dont 67 pour la commune,. Le duché est réuni à la suite d'un plébiscite organisé les 22 et 23 avril 1860 où 99,8 % des Savoyards répondent « oui » à la question « La Savoie veut-elle être réunie à la France ? ».

## Politique et administration

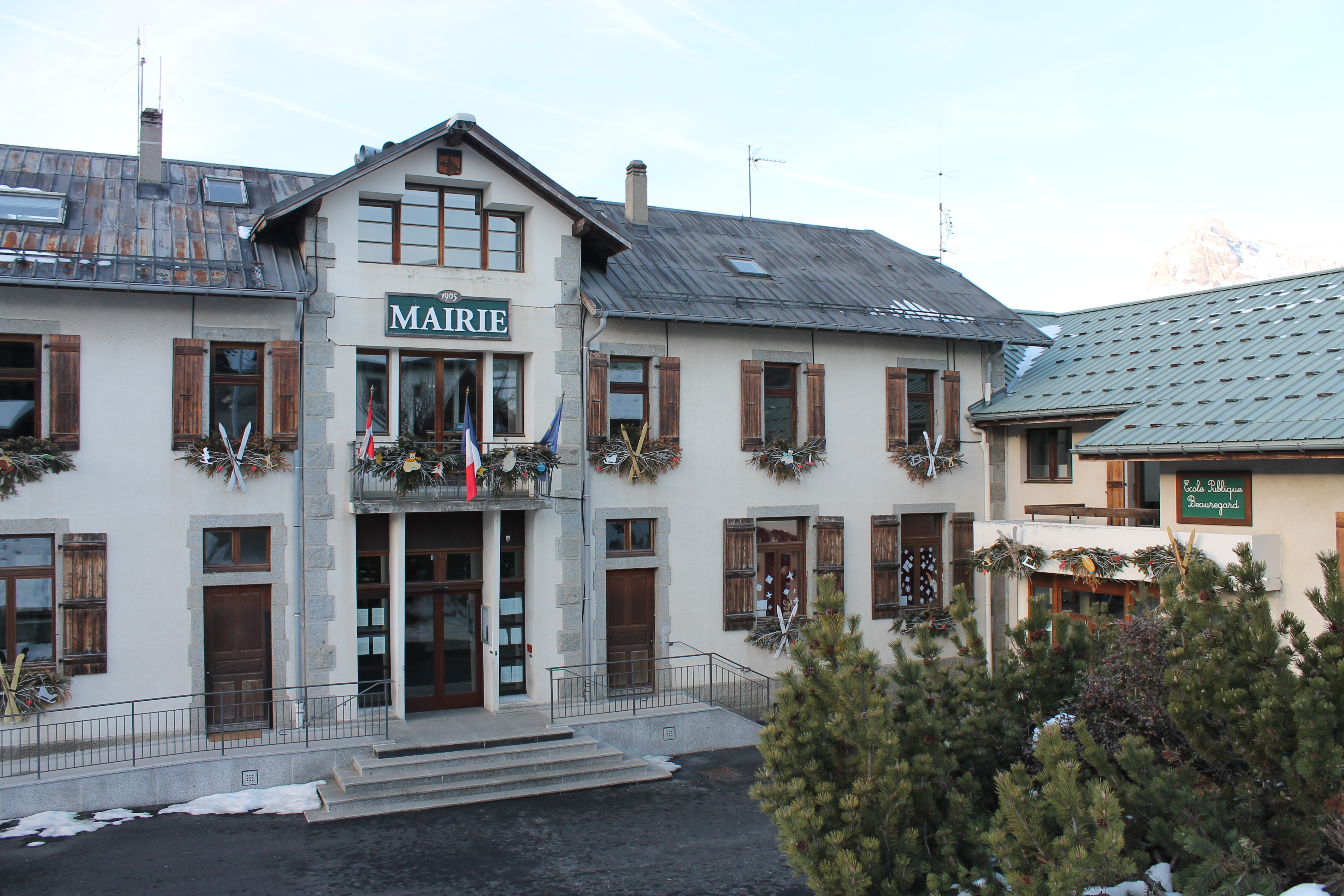
Mairie (à gauche), bâtiment de 1905, et l'école primaire de Beauregard.

### Situation administrative
Combloux appartient au canton de Sallanches qui compte selon le redécoupage cantonal de 2014 neuf communes, dont Arâches-la-Frasse, Cordon, Demi-Quartier, Domancy, Magland, Megève, Praz-sur-Arly et le chef-lieu de canton Sallanches.
Anciennement rattachée au syndicat mixte du Pays du Mont-Blanc (regroupant initialement 14 communes), elle est depuis 2013 membre de la communauté de communes Pays du Mont-Blanc (CCPMB) regroupant dix communes, avec Les Contamines-Montjoie, Cordon, Demi-Quartier, Domancy, Megève, Passy, Praz-sur-Arly, Saint-Gervais-les-Bains et Sallanches (les quatre autres communes ont formé la communauté de communes de la vallée de Chamonix Mont-Blanc).
Combloux relève de l'arrondissement de Bonneville et de la sixième circonscription de la Haute-Savoie (créée en 2009).

### Liste des maires
| Période                                  | Période   | Identité                 | Étiquette | Qualité                                                                                |
| ---------------------------------------- | --------- | ------------------------ | --------- | -------------------------------------------------------------------------------------- |
| 1900                                     | ?         | Alexandre Veillard       |           | Cultivateur et meunier                                                                 |
| ca. 1958                                 | ?         | Paul Lecomte (1911-1993) |           | Directeur d'usine                                                                      |
| ca. 1971                                 | ?         | André Million            |           |                                                                                        |
| juillet 1988                             | mars 2001 | Michel Paget             |           |                                                                                        |
| mars 2001                                | mars 2008 | Raymond Turri            | UMP       | Commerçant                                                                             |
| mars 2008                                | mai 2020  | Jean Bertoluzzi          | DVD       | Retraité Vice-président de la CC Pays du Mont-Blanc (2012 → 2020)                      |
| mai 2020                                 | En cours  | Claude Chambel           | SE-DVD    | Agriculteur et moniteur de ski 4e vice-président de la CC Pays du Mont-Blanc (2020 → ) |
| Les données manquantes sont à compléter. |           |                          |           |                                                                                        |

### Jumelage

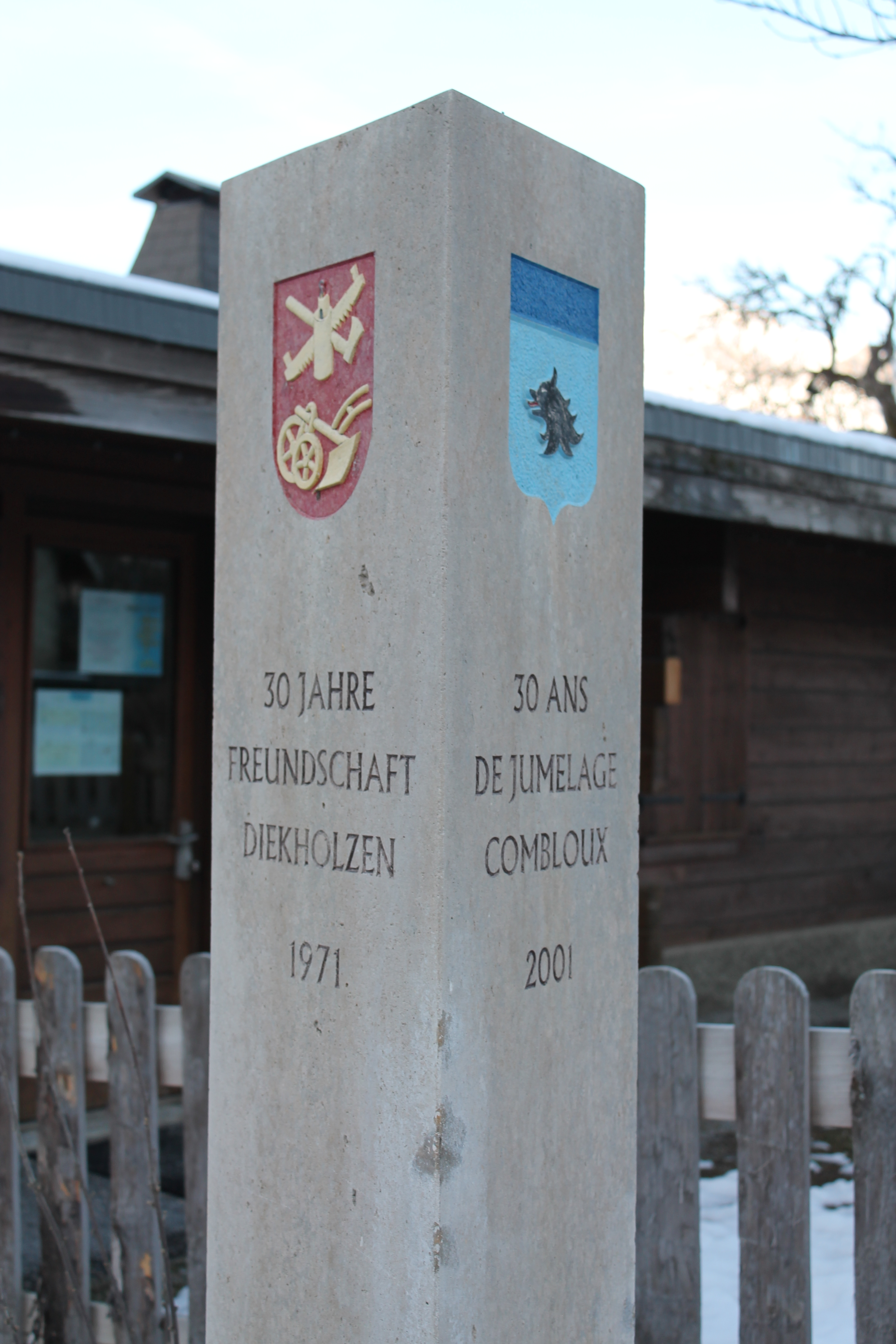
Monument célébrant les 30 ans de jumelage de Combloux-Diekholzen (1971-2001).

Combloux est jumelée avec :
- Diekholzen (Allemagne) depuis 1971[27] ;
- échanges avec  Concarneau (France) depuis 2017[28].

## Population et société

### Démographie
Ses habitants sont appelés les Combloranes et les Comblorans.
L'évolution du nombre d'habitants est connue à travers les recensements de la population effectués dans la commune depuis 1793. Pour les communes de moins de 10 000 habitants, une enquête de recensement portant sur toute la population est réalisée tous les cinq ans, les populations de référence des années intermédiaires étant quant à elles estimées par interpolation ou extrapolation. Pour la commune, le premier recensement exhaustif entrant dans le cadre du nouveau dispositif a été réalisé en 2007.

En 2022, la commune comptait 2 094 habitants, en évolution de +0,1 % par rapport à 2016 (Haute-Savoie : +6,01 %, France hors Mayotte : +2,11 %).
| 1793 | 1800 | 1806 | 1822  | 1838  | 1848  | 1858 | 1861 | 1866 |
| ---- | ---- | ---- | ----- | ----- | ----- | ---- | ---- | ---- |
| 847  | 954  | 970  | 1 165 | 1 147 | 1 046 | 874  | 870  | 886  |

| 1872 | 1876 | 1881 | 1886 | 1891 | 1896 | 1901 | 1906 | 1911  |
| ---- | ---- | ---- | ---- | ---- | ---- | ---- | ---- | ----- |
| 863  | 872  | 897  | 914  | 886  | 920  | 941  | 982  | 1 000 |

| 1921 | 1926 | 1931 | 1936 | 1946  | 1954  | 1962  | 1968  | 1975  |
| ---- | ---- | ---- | ---- | ----- | ----- | ----- | ----- | ----- |
| 905  | 835  | 989  | 974  | 1 252 | 1 098 | 1 029 | 1 151 | 1 151 |

| 1982  | 1990  | 1999  | 2006  | 2007  | 2012  | 2017  | 2022  | - |
| ----- | ----- | ----- | ----- | ----- | ----- | ----- | ----- | - |
| 1 379 | 1 716 | 1 976 | 2 042 | 2 047 | 2 079 | 2 106 | 2 094 | - |

### Enseignement
La commune de Combloux est située dans l'académie de Grenoble. En 2017, elle administre une école maternelle et une école élémentaire de Beauregard regroupant 127 élèves. Le diocèse administre une école maternelle et une école élémentaire privée Sainte Marie, accueillant 120 élèves.
Le lycée Horace Bénédict de Saussure est un lycée professionnel privé, spécialisé dans la formation au service à la personne et la vente en milieu rural,.

### Médias
La commune est couverte par des antennes locales de radios dont France Bleu Pays de Savoie, ODS Radio, Radio Mont-Blanc, La Radio Plus ou encore Radio Giffre… Enfin, la chaîne de télévision locale TV8 Mont-Blanc diffuse des émissions sur les pays de Savoie. Régulièrement l'émission La Place du village expose la vie locale. France 3 et sa station régionale France 3 Alpes, peuvent parfois relater les faits de vie de la commune.
La presse écrite locale est représentée par des titres comme Le Dauphiné libéré, L'Essor savoyard, Le Messager - édition Faucigny, le Courrier savoyard, ou l'édition locale Le Faucigny.

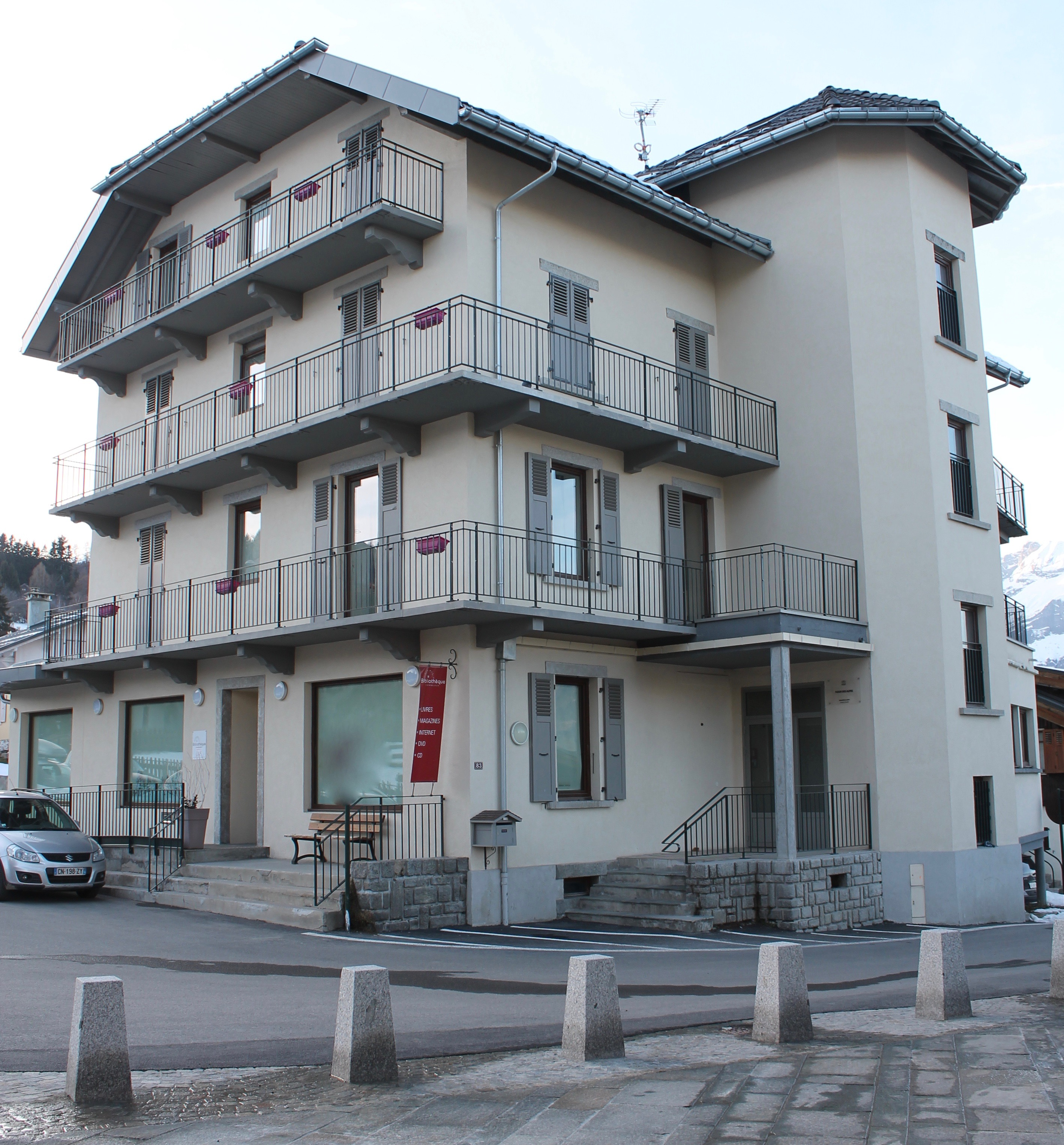
Bibliothèque municipale.

## Économie
Combloux se classe 25e commune les plus riches de France avec 33 foyers fiscaux à plus de 97 500 €[réf. nécessaire].

### Tourisme

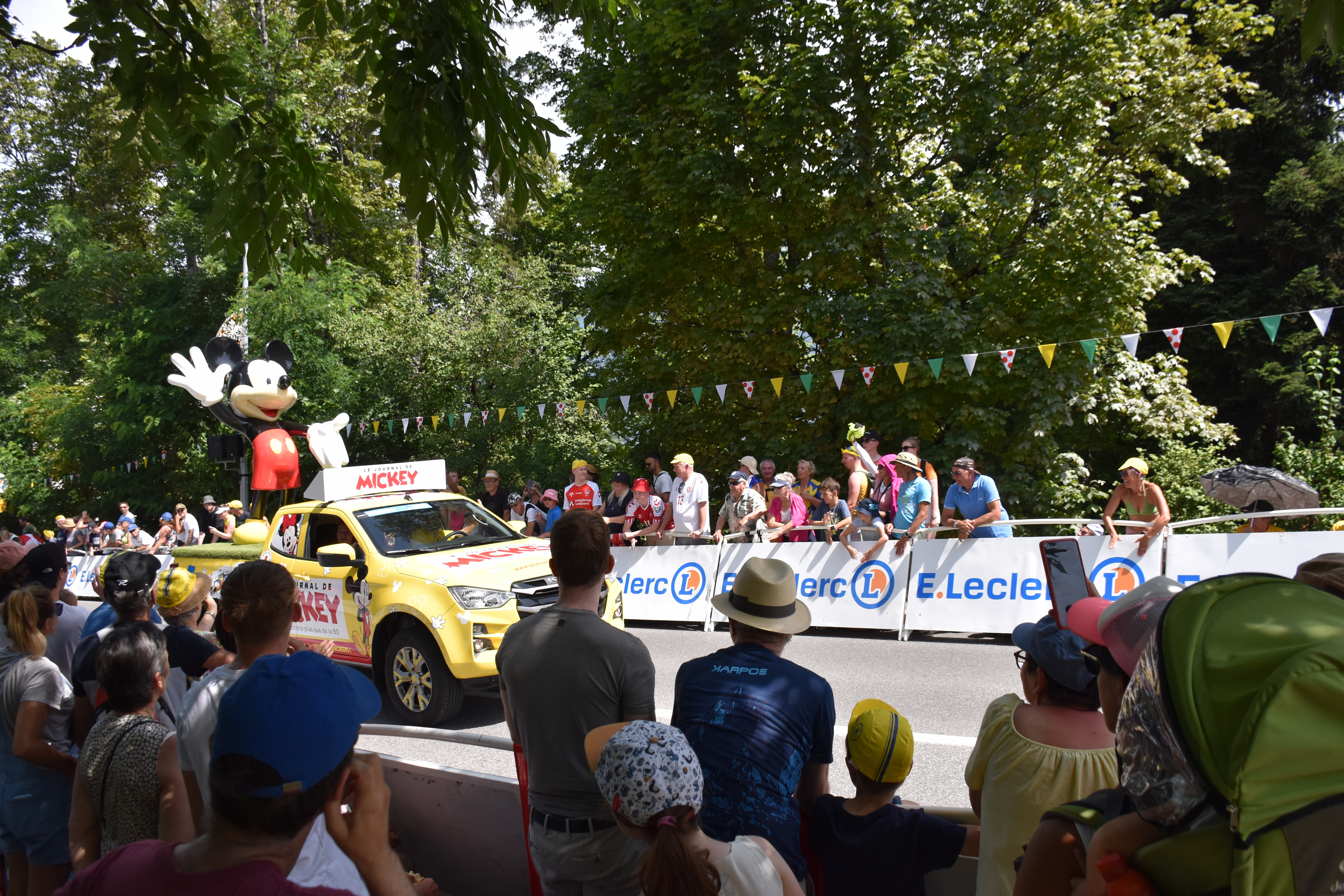
Tour de France 2023 - Contre la montre individuel Passy-Combloux du 18 juillet - Passage de la caravane.

Combloux est l'une des 48 communes classées « commune touristique » du département. La station a obtenu plusieurs labels « Famille Plus » ; « Stations villages de charme » ; « Village de charme » ; « Station Grand domaine » et « Montagne douce ».
En 2014, la capacité d'accueil de la station, estimée par l'organisme Savoie Mont Blanc, est de 12 664 lits touristiques répartis dans 2 285 structures. Les hébergements se répartissent comme suit : 470 meublés ; une résidence de tourisme ; 10 hôtels ; une structure d'hôtellerie de plein air ; 8 centres ou villages de vacances/auberges de jeunesse et chambres d'hôtes.

### Domaine skiable

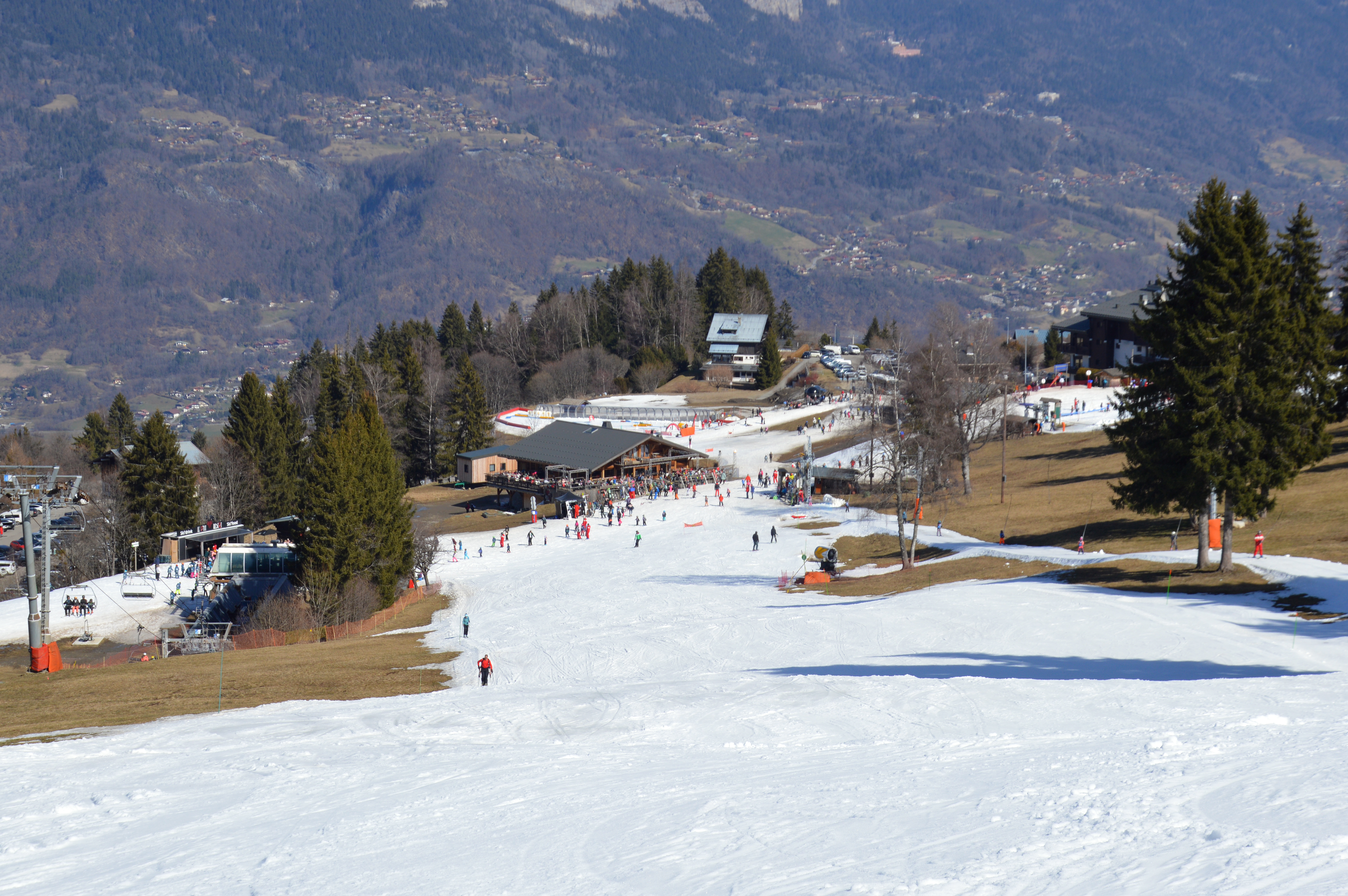
Le front de neige de Combloux.

Le domaine skiable de Combloux, fait partie du groupement de domaines skiables « Les Portes du Mont-Blanc », qui propose cent kilomètres de pistes réparties entre Combloux, le Jaillet (commune de Megève) et La Giettaz.
Selon une récente étude, publiée en décembre 2010, Combloux figure parmi les stations les moins chères d'Europe dans sa catégorie (entre 50 et 100 km de pistes).
- La Cry (altitude 1 194 m).

## Culture locale et patrimoine

### Lieux et monuments
- Église Saint-Nicolas du XVIIIe siècle, inscrite Monuments Historiques, à l'exception de son clocher du XVIIIe siècle (1829), classé Monuments Historiques. L'église contient par ailleurs : une toile restaurée du XVIIIe siècle représentant trois personnages, dont saint Pierre, classée Monuments Historiques ; Le Martyre de sainte Apolline, retable en bois et sa toile du XVIIe siècle, classés Monuments Historiques ; un autre retable en bois et sa toile représentant deux évêques sur fond de paysage avec anges, du XVIIe siècle, classés Monuments Historiques.
- Ferme Martinelli, dite ferme à Isidore, du XIXe siècle (1832), inscrite en totalité (façades, toiture) avec son grenier Monuments Historiques.
- Dans la chapelle d'Ormaret, saint Maurice, groupe sculpté en bois polychrome du XVe siècle, classé Monuments Historiques.
- Résidence Mont-Blanc, construite en 1909, ancien Palace de la Compagnie des chemins de fer de Paris à Lyon et à la Méditerranée

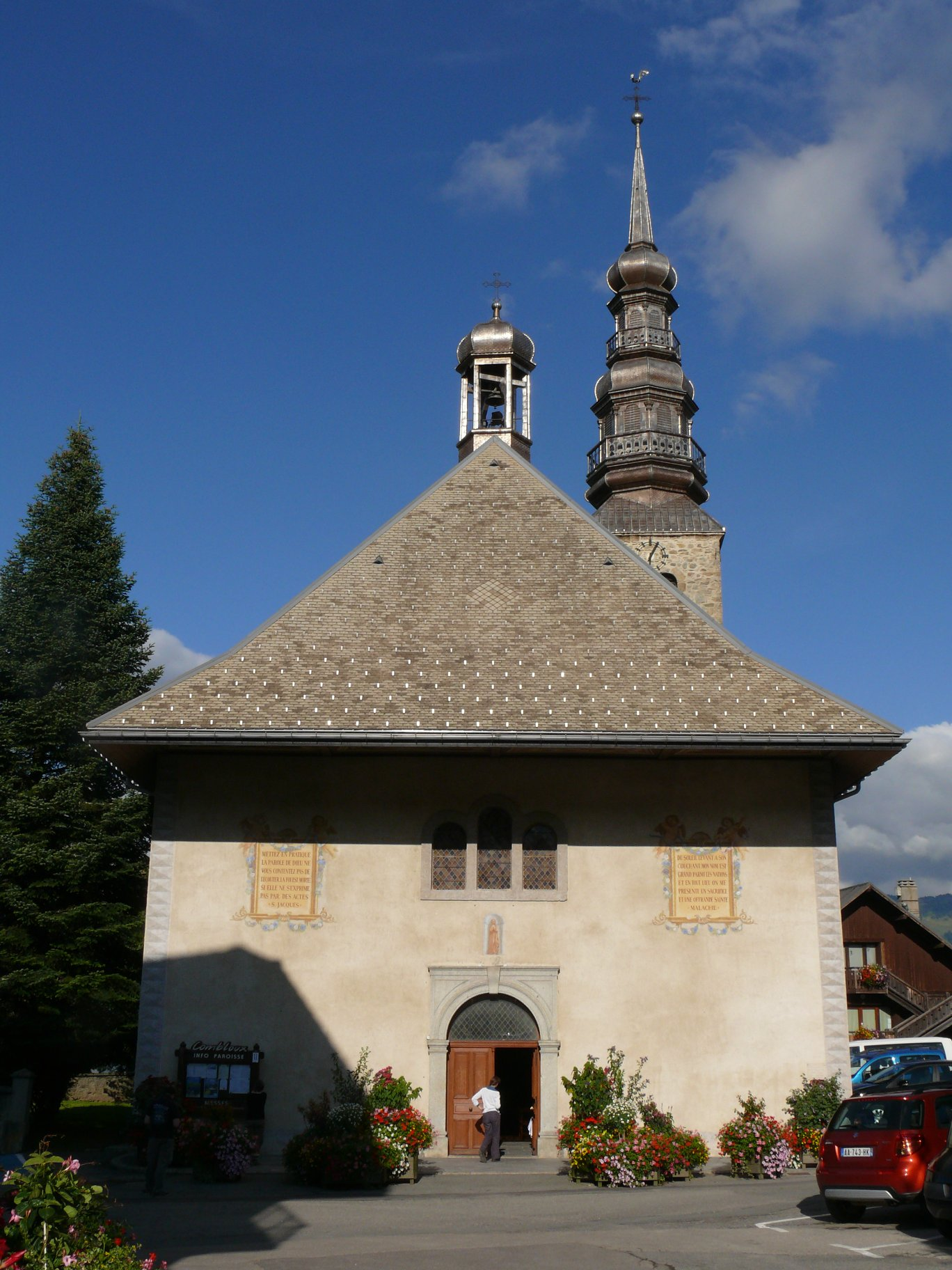
Église Saint-Nicolas.
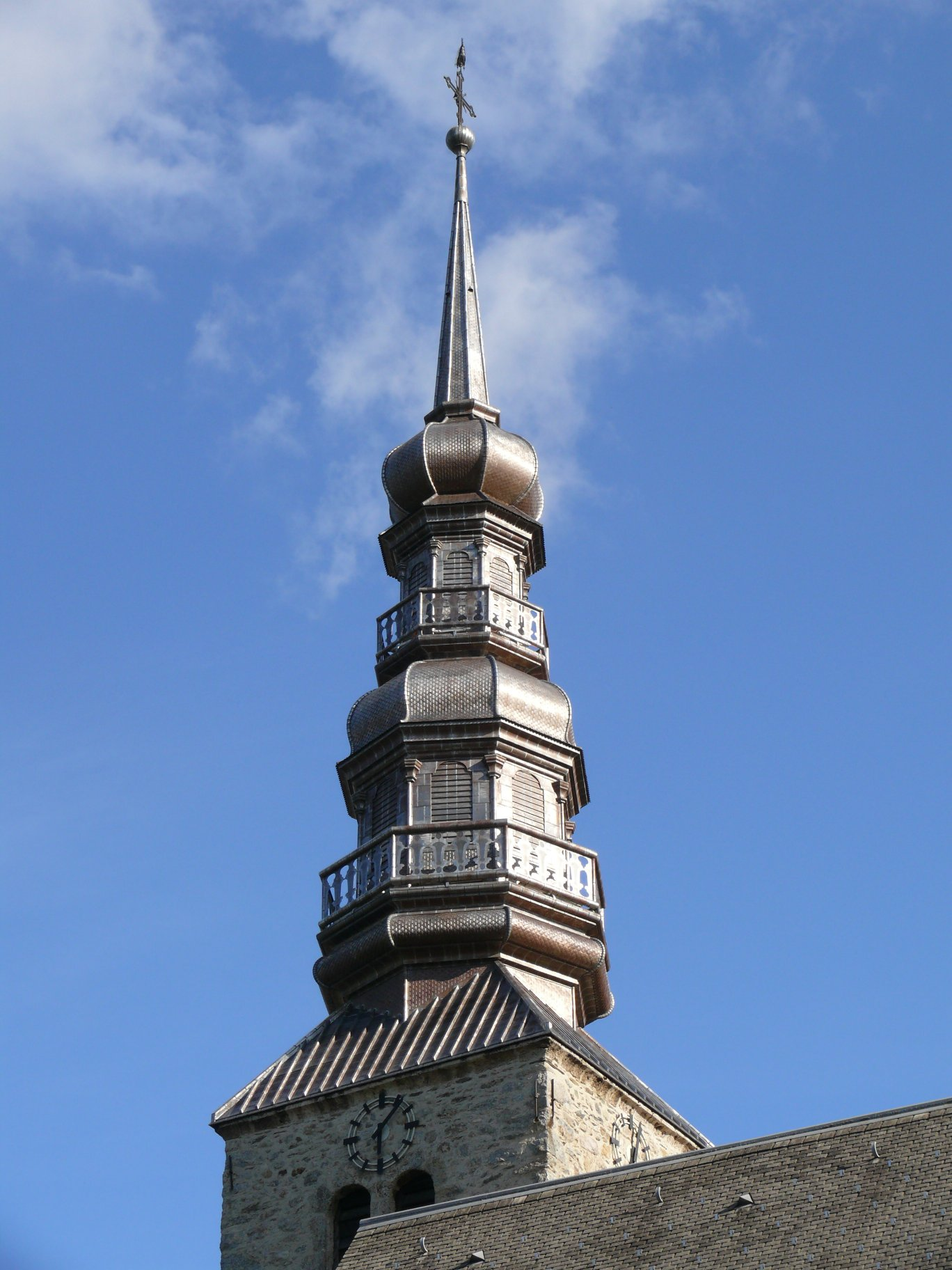
Clocher de l'église.
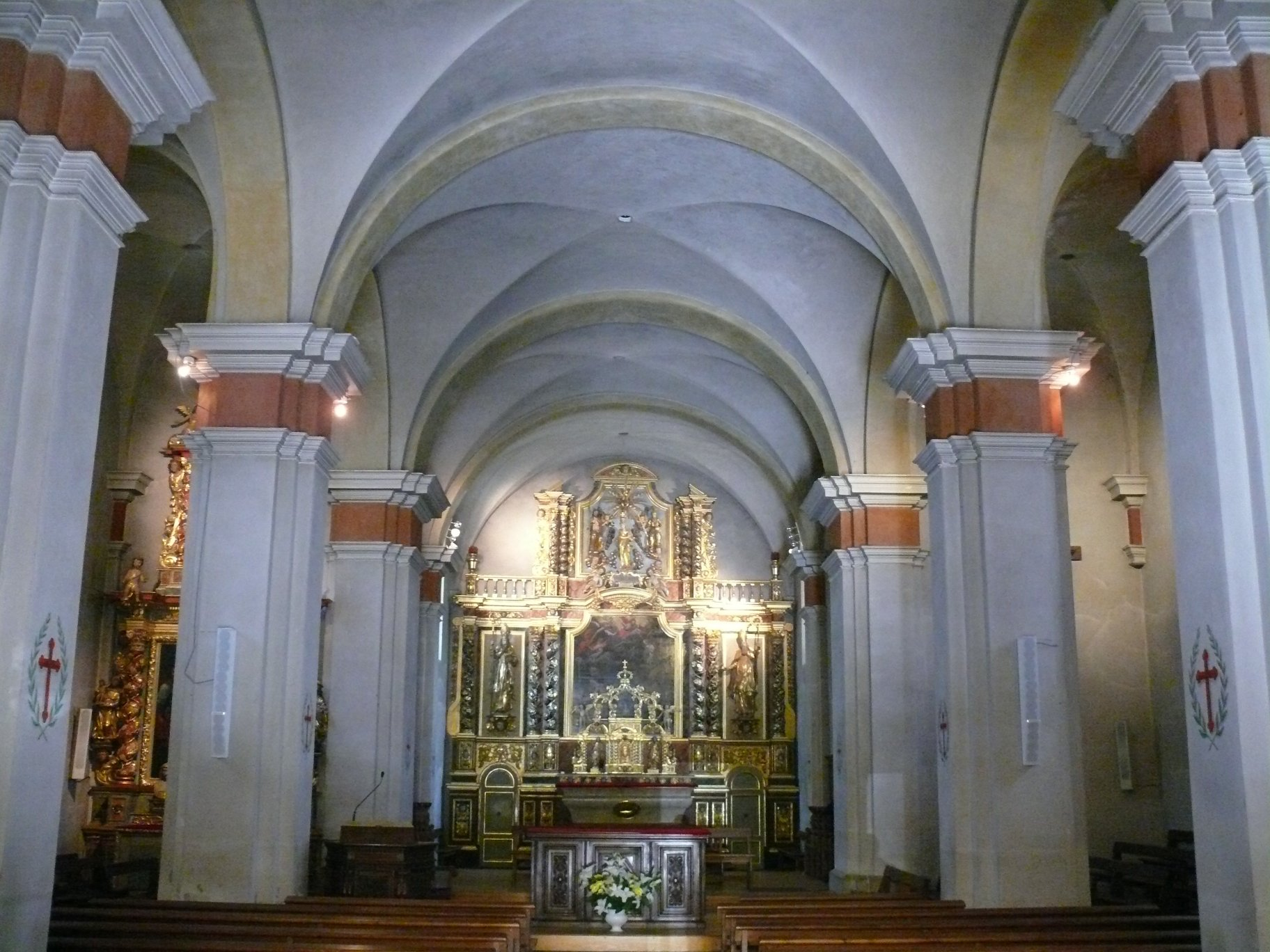
Intérieur de l'église.
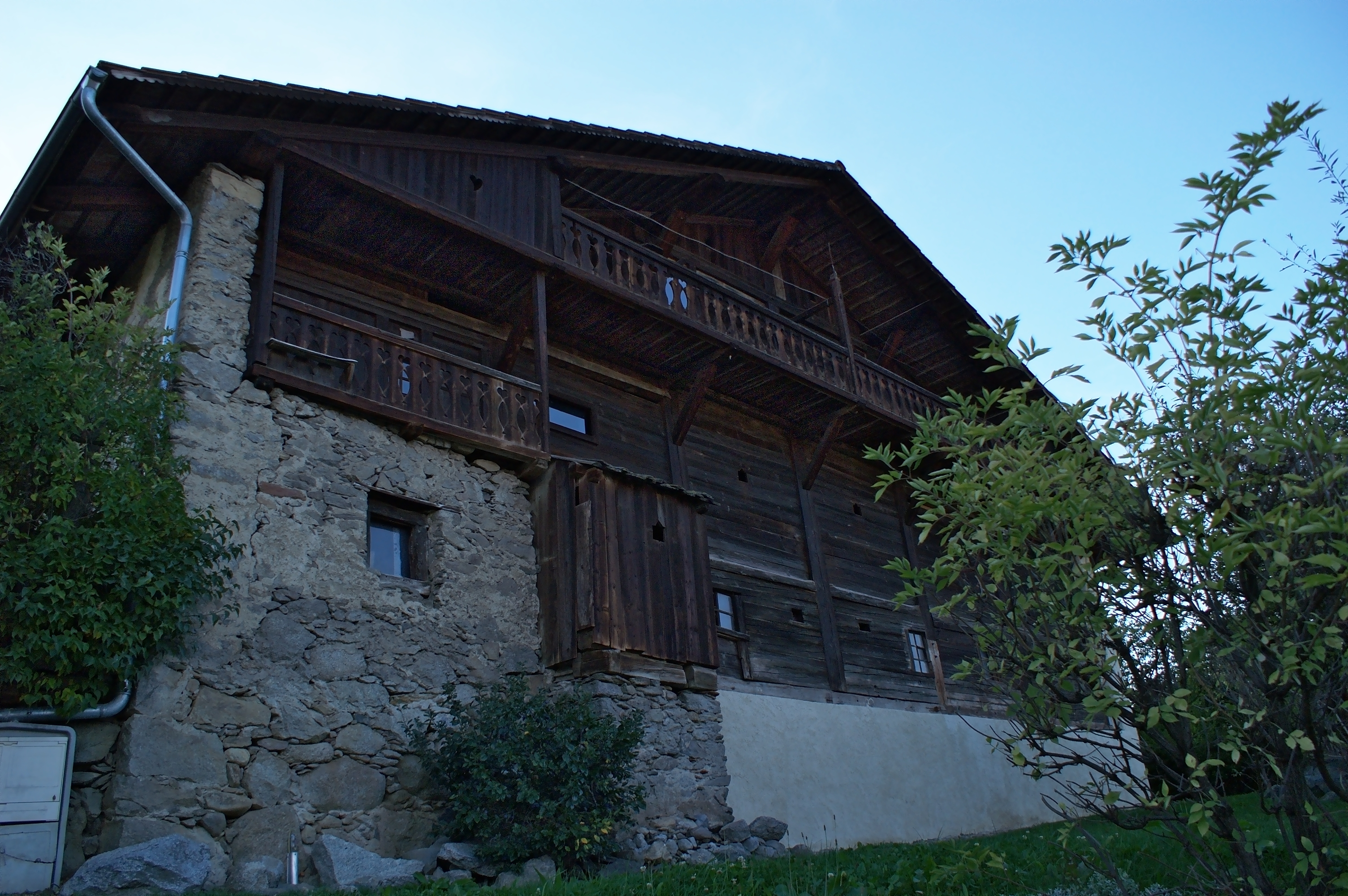
Ferme Martinelli.
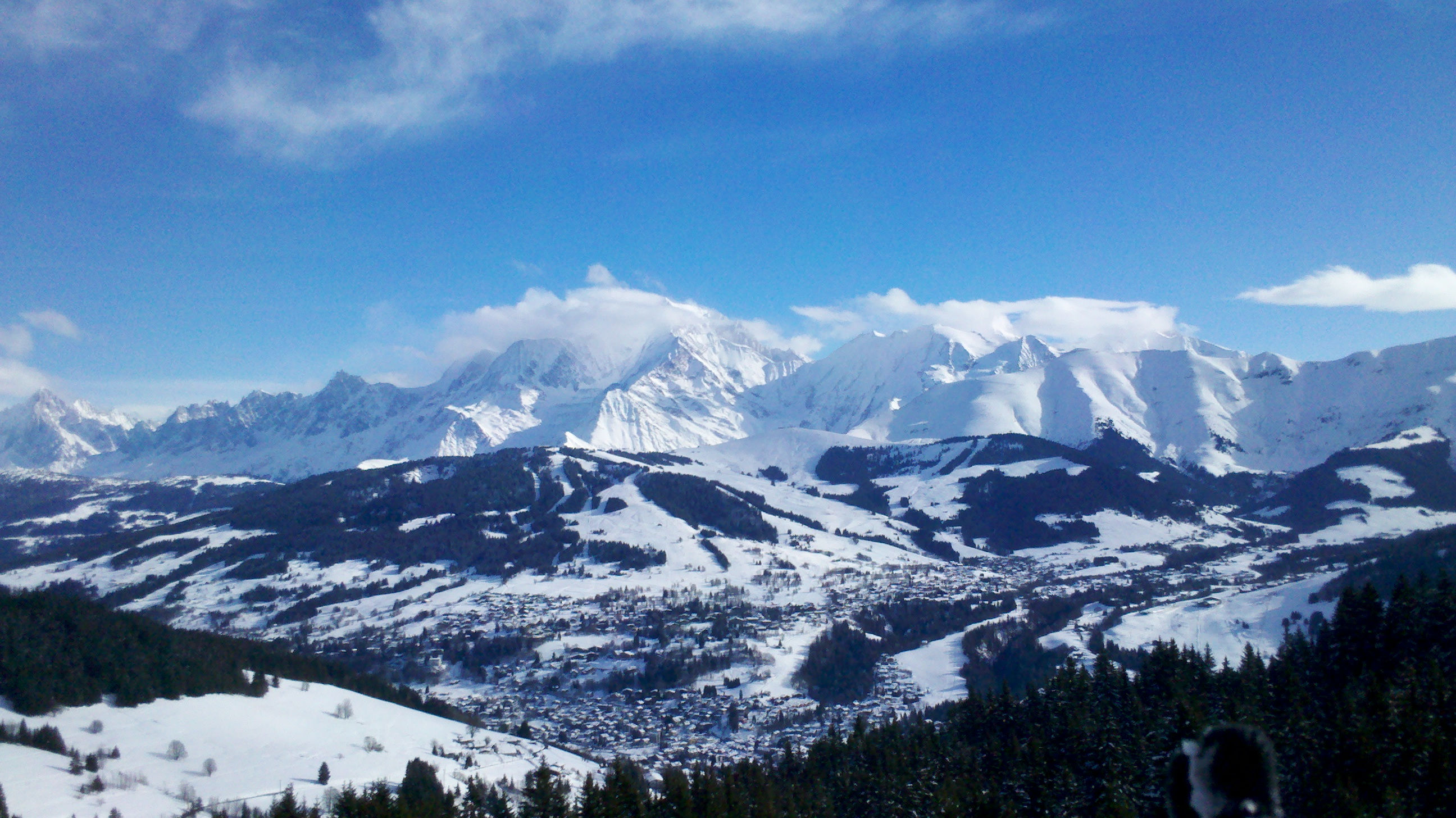
Vue sur le Mont-Blanc.

### Patrimoine naturel
Un lac biotope a été inauguré en juillet 2002. Il s'agit du premier plan d'eau de baignade au traitement complètement écologique de France. C'est une piscine d'extérieur de 1 500 m2 avec un véritable balcon avec une vue à 360° face au massif du Mont-Blanc, la chaîne des Aravis, où le filtrage et le traitement de l'eau sont assurés par des plantes aquatiques et la vie animale du lac. Il est bordé d'un solarium en bois et d'une plage engazonnée. L'accès au plan d'eau biotope est limité à 700 entrées / jour pour permettre aux plantes d'effectuer leur travail dans de bonnes conditions et avoir une qualité de l'eau optimum.

### Espaces verts et fleurissement
En 2014, la commune obtient le niveau « deux fleurs puis trois fleurs depuis 2019 au concours des villes et villages fleuris.

### Personnalités liées à la commune
- Lieu de villégiature de l'ancien Premier ministre Jean-Pierre Raffarin.
- Claude Masse (1652, Combloux - 1737, Charleville-Mézières, Ardennes), ingénieur cartographe de Louis XIV.

### Héraldique
| Blason de Combloux | Blason  | De gueules à la croix d'argent chargée en cœur d'un rencontre de loup du champ. |
| Blason de Combloux | Détails | Le statut officiel du blason reste à déterminer.                                |

### Sport
La montée vers Combloux est au programme de la 16e étape du Tour de France 2023 disputée en contre-la-montre individuel.
L'ascension de ce village est au programme de l'arrivée de la 6e étape du Critérium du Dauphiné 2025.